# Bóng nước (thể thao)

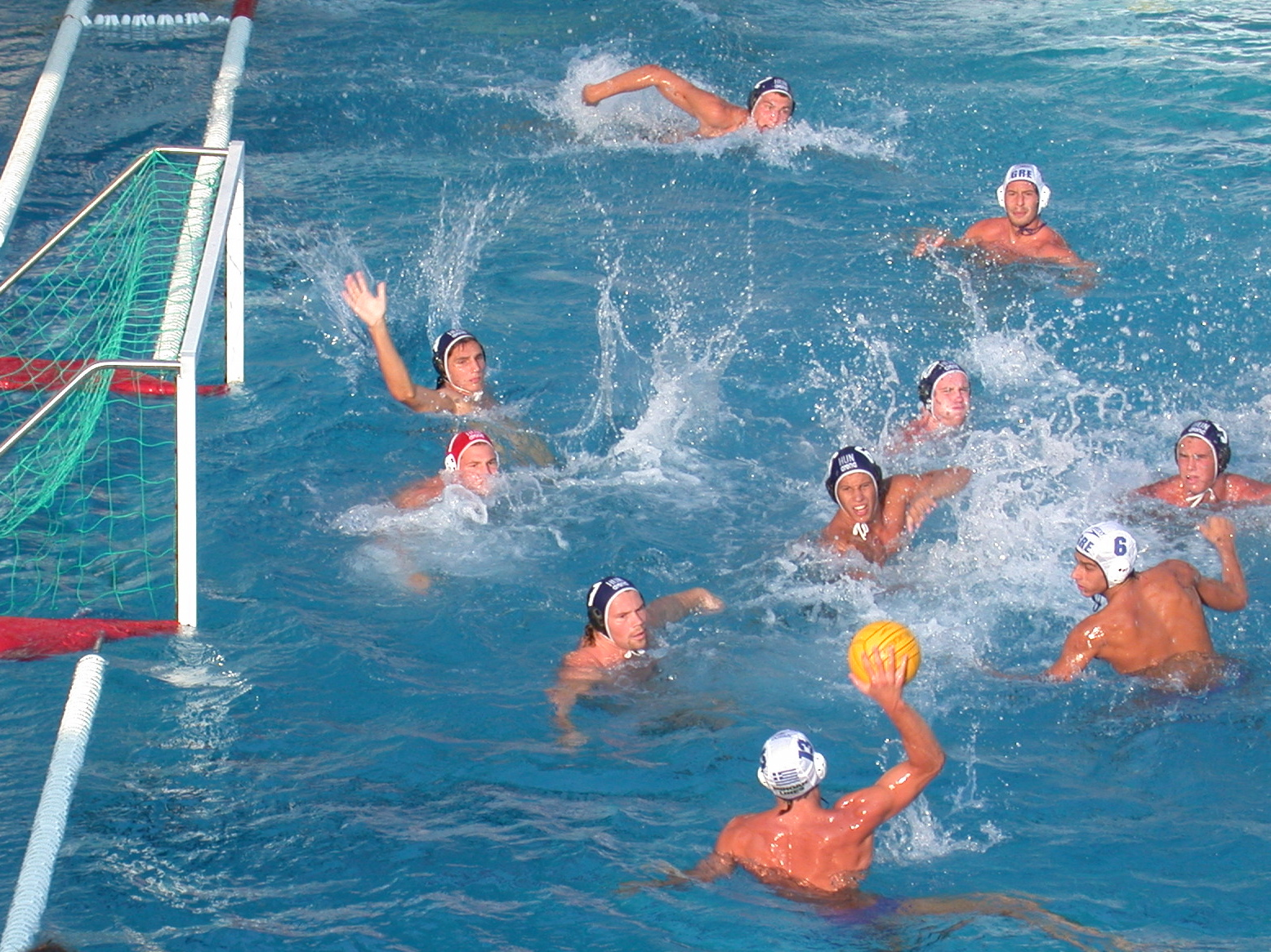

Bóng nước (tiếng Anh: water polo) là môn thể thao đồng đội đối kháng được chơi dưới và trên mặt nước giữa hai đội, mỗi đội gồm bảy cầu thủ. Tương tự môn bóng ném (thi đấu trên cạn), mục tiêu của mỗi đội là giành, giữ và ném bóng vào khung thành đối phương càng nhiều càng tốt; đội nào có số lần ném bóng vào khung thành (ta gọi là điểm hay bàn thắng) nhiều hơn khi trận đấu kết thúc là đội chiến thắng. Mỗi đội có sáu cầu thủ thường và một thủ môn. Tuy nhiên, điểm khác so với bóng ném là một trận đấu bóng nước gồm 4 hiệp và các cầu thủ thường có thể chơi cả tấn công lẫn phòng thủ tuỳ ý. Bể chơi bóng nước đều phải đủ sâu để không người chơi nào có thể chạm vào đáy bể.

## Lịch sử

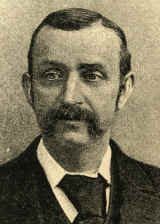
William Wilson, người phát triển luật lệ môn bóng nước.

Lịch sử bóng nước bắt nguồn từ những buổi biểu diễn kĩ năng bơi lội và sức mạnh tại các hội chợ và lễ hội ở Anh và Scotland cuối thế kỷ 19. Bóng nước nam là môn thể thao đồng đội đầu tiên được đưa vào Olympic 1900. Bóng nước giờ là môn thể thao nổi tiếng ở nhiều quốc trên thế giới, đặc biệt là ở châu Âu (nhất là Croatia, Pháp, Đức, Hy Lạp, Hungary, Ý, Malta, Montenegro, Hà Lan, Romania, Nga, Serbia và Tây Ban Nha), Úc, Brazil, Canada và Hoa Kỳ. Bóng nước ngày nay gồm 7 cầu thủ mỗi đội (cộng với 6 dự bị), loại bóng cho môn này khá tương đồng về kích thước với bóng trong môn bóng đá nhưng được làm bằng nylon không thấm nước.
Luật lệ của bóng nước ban đầu được phát triển vào cuối thế kỷ 19 ở Scotland bởi William Wilson. Các trận đấu đầu tiên được tổ chức ở Câu lạc bộ bơi lội Alington ở Glasgow vào cuối thập niên 1800 với một quả bóng được làm bằng cao su Ấn Độ. Môn này vốn được gọi là "water rugby (rugby nước)" nhưng sau được chuyển thành "water polo" dựa vào phát âm tiếng Anh của từ pulu (có nghĩa bóng) trong tiếng Balti.

## Chiến thuật thi đấu

### Thủ môn

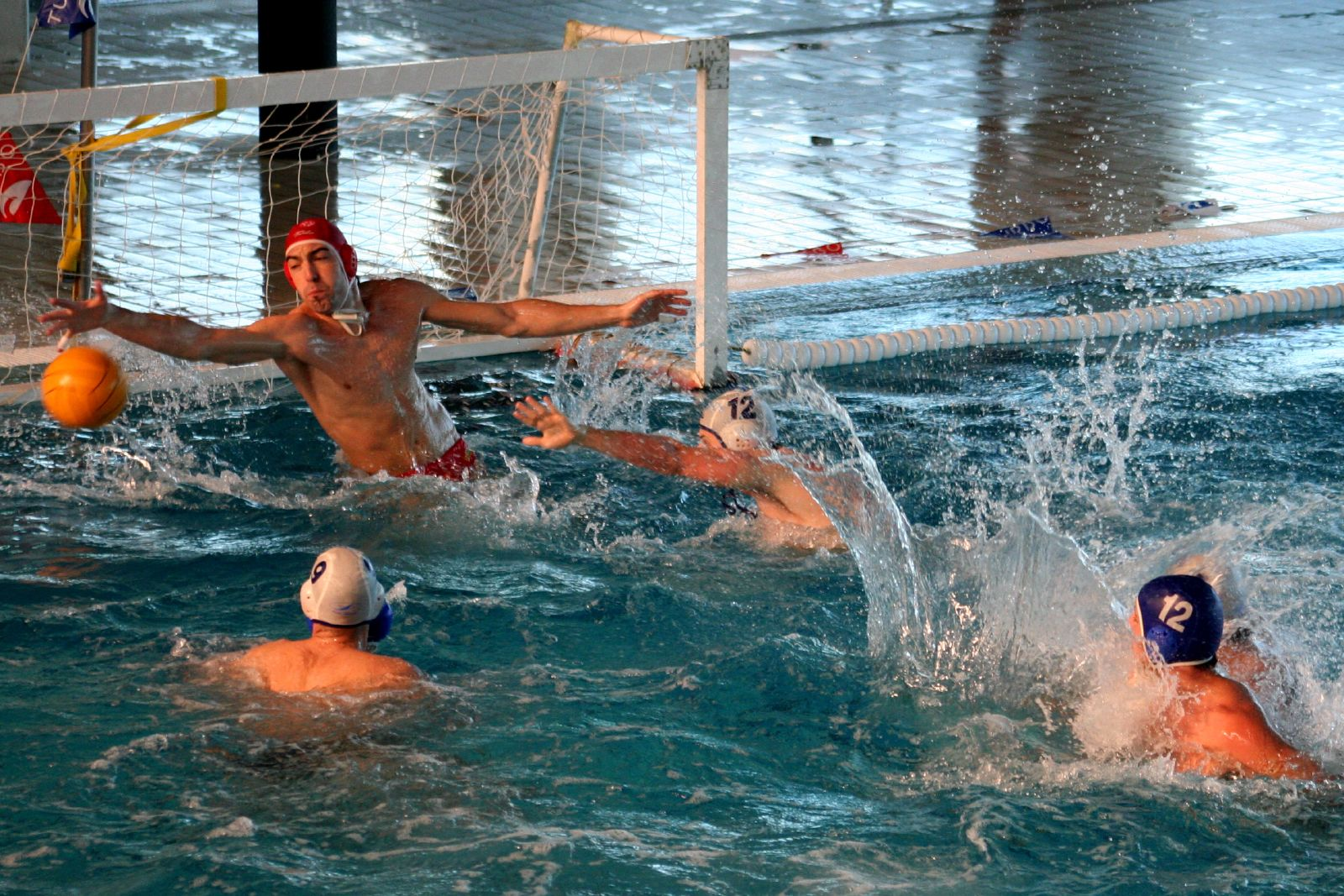
Thủ môn đang cản phá một cú ném.

Trong môn Bóng nước, thủ môn có nhiệm vụ cản phá những cú ném bóng của đối phương về khung thành cũng như hướng dẫn và thông báo cho cuộc phòng thủ của đội mình khi mối đe doạ và khoảng trống ở tuyến phòng thủ xuất hiện. Ngoài ra thủ môn thường mở màn cuộc phản công bằng cách ném bóng xuyên qua bể thi đấu cho cầu thủ tấn công. Thủ môn không phải không thường xuyên thực hiện nhiệm vụ yểm trợ tấn công trong tình huống ghi bàn. Tương tự thủ môn ở các môn thể thao có khung thành khác, thủ môn trong bóng nước được hưởng một số đặc quyền trong vòng năm mét trước khung thành như sau:
- Quyền được đấm bóng bằng nắm tay siết chặt
- Quyền được chạm cả hai tay vào bóng

Tuy vậy, thủ môn trong bóng nước không được vượt quá giữa sân và nếu thủ môn giữ bóng dưới mặt nước, đội bóng sẽ phải chịu một cú ném penalty.

## Thiết bị
Các dụng cụ và thiết bị cần thiết để chơi hay thi đấu bóng nước gồm có:

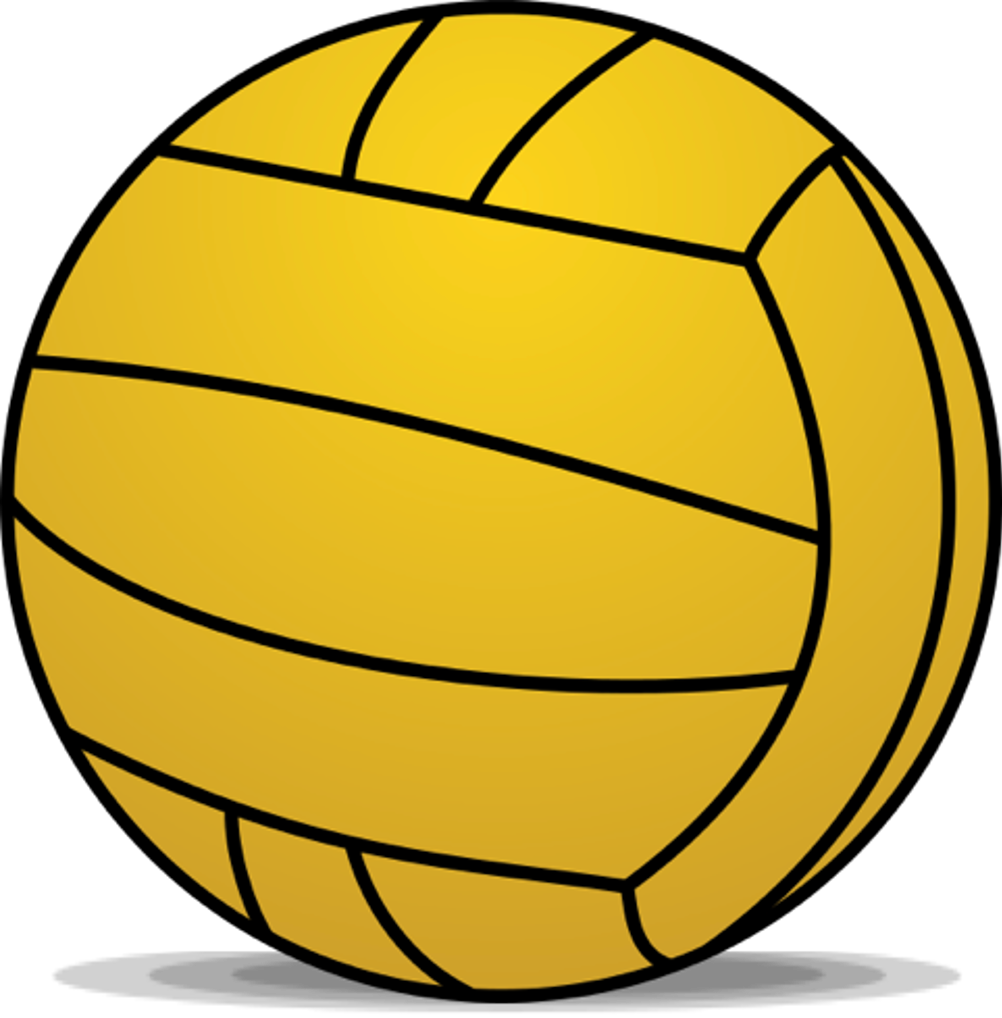
Hình dáng một quả bóng nước đươc dùng trong thi đấu

- Bóng: Bóng thi đấu trong bóng nước được làm từ chất liệu vải không thấm nước để nó nổi được trên mặt nước trong quá trình chơi.
- Mũ bóng nước: Mũ bóng nước ngoài chức năng là bảo vệ đầu và tai của vận động viên thì nó còn là một loại đồng phục thể thao để các cầu thủ có thể nhận biết nhau từ khoảng cách xa.
- Khung thành: Mỗi đội bóng nước bảo vệ một khung thành, khung thành được đặt trên cạn ở cạnh bể hay được làm nổi trên mặt nước nhờ phao.
- Đồ bảo vệ khoang miệng: Đồ bảo vệ khoang miệng (dụng cụ Nha khoa) không bị bắt buộc phải dùng trong các giải đấu, nhưng được khuyến cáo sử dụng.
- Đồ bơi

## Các giải đấu quan trọng

### Thế vận hội Mùa hè
Nội dung bóng nước giành cho Nam là một trong các nội dung thi đấu đồng đội đầu tiên được tổ chức vào năm 1900. Tuy nhiên, đến năm 2000, nội dung bóng nước cho Nữ mới được đưa vào thi đấu.